# Pino (nome)
Pino  è un nome proprio di persona italiano maschile.

## Varianti
- Maschili
  - Alterati: Pinuccio, Pinello, Pinetto
- Femminili: Pina
  - Alterati: Pinuccia, Pinella, Pinetta

## Origine e diffusione
È un ipocoristico di altri nomi che finiscono per -pino; in particolare deriva da Giuseppe (nelle sue forme alterate Giuseppino e Peppino) e Iacopo (tramite Iacopino), ma anche Pipino, Alpino, Filippino, Crispino e via dicendo.

## Onomastico
L'onomastico si festeggia lo stesso giorno del nome di cui costituisce un'abbreviazione.

## Persone

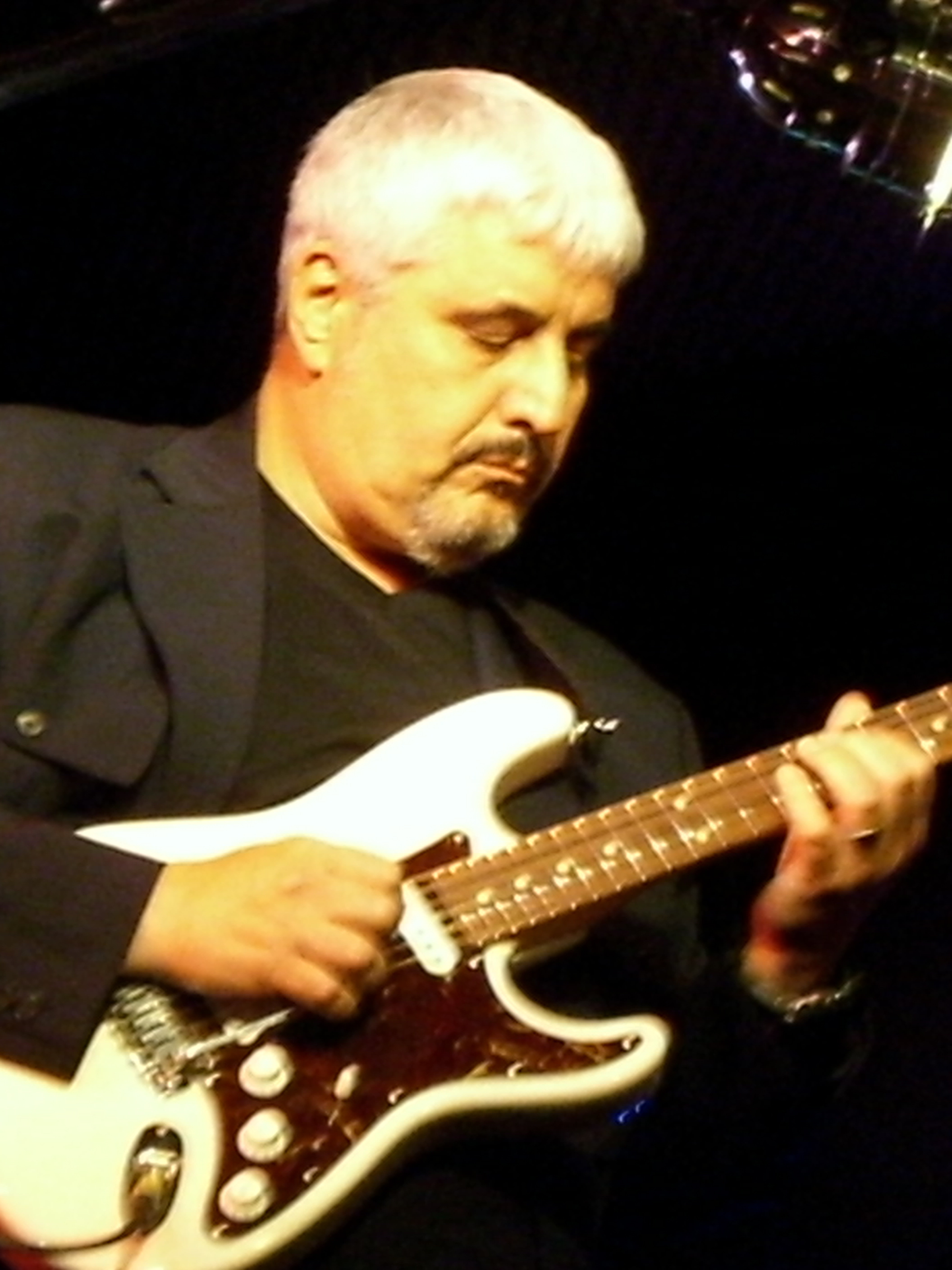
Pino Daniele

- Pino Ammendola, attore, doppiatore e regista italiano
- Pino Calvi, pianista, direttore d'orchestra e compositore italiano
- Pino Caruso, attore, scrittore e doppiatore italiano
- Pino D'Angiò, cantautore italiano
- Pino Daniele, cantautore e chitarrista italiano
- Pino Donaggio, cantautore e compositore italiano
- Pino Ferrara, attore e doppiatore italiano
- Pino Insegno, attore, doppiatore, direttore del doppiaggio, regista e conduttore televisivo italiano
- Pino Locchi, attore, doppiatore e direttore del doppiaggio italiano
- Pino Palladino, bassista britannico
- Pino Presti, bassista, arrangiatore, direttore d'orchestra, compositore e produttore discografico italiano
- Pino Scotto, cantautore italiano

### Variante Pinuccio
- Pinuccio Ardia, attore italiano
- Pinuccio Pirazzoli, chitarrista, arrangiatore e direttore d'orchestra italiano
- Pinuccio Sciola, scultore italiano

### Variante femminile Pina

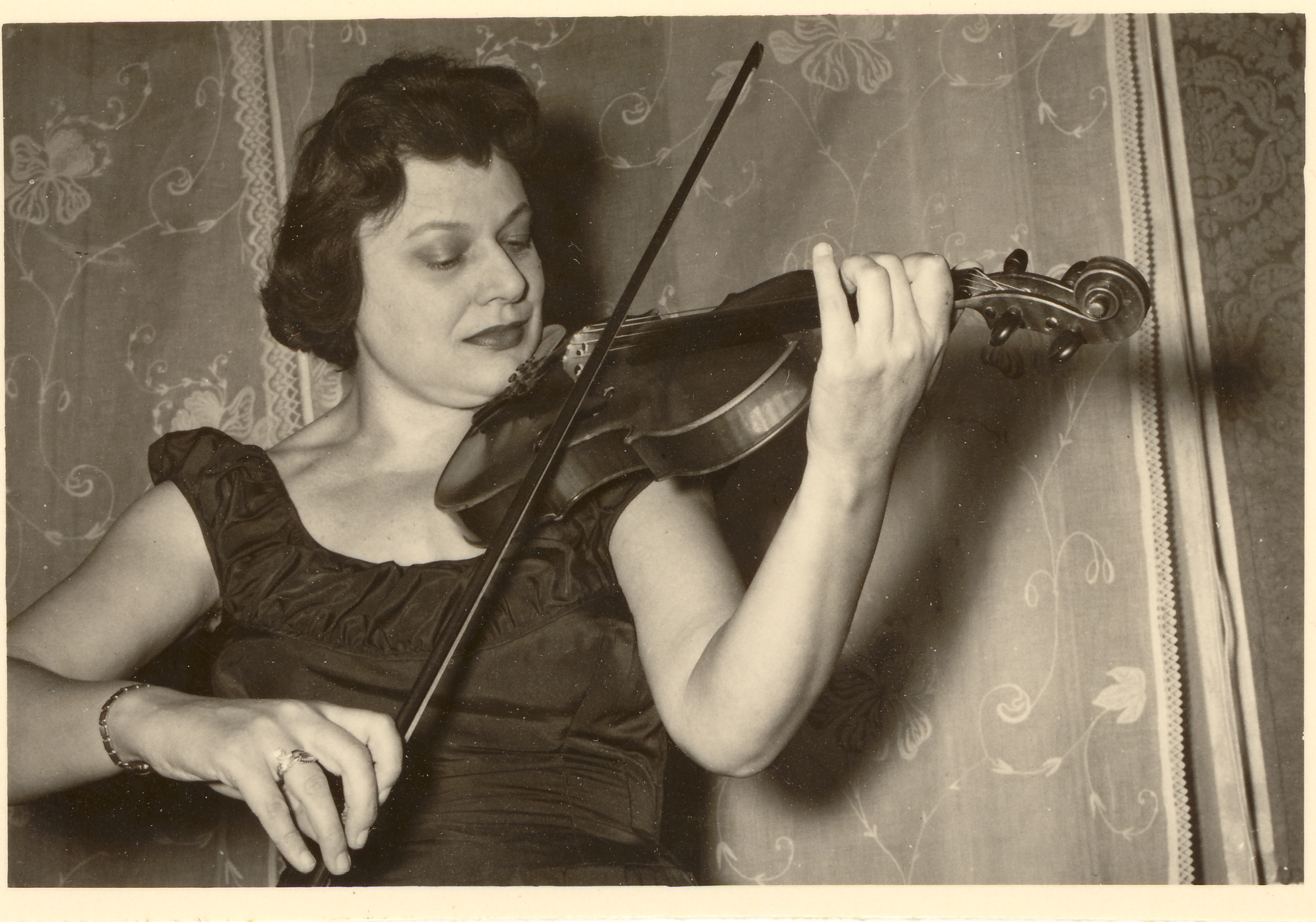
Pina Carmirelli

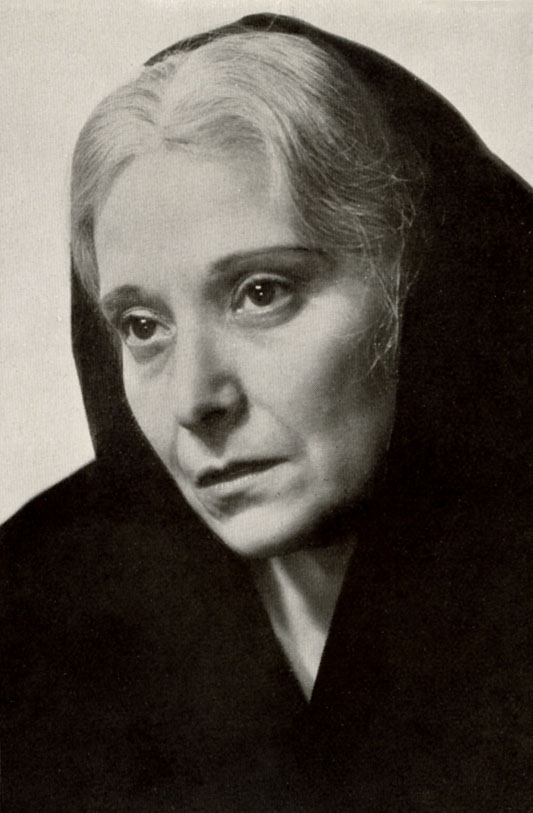
Pina Piovani

- Pina Bausch, coreografa e ballerina tedesca
- Pina Borione, attrice, doppiatrice e cantante italiana
- Pina Bottin, attrice italiana
- Pina Calì, pittrice italiana
- Pina Carmirelli, violinista italiana
- Pina Cei, attrice italiana
- Pina Gallini, attrice italiana
- Pina Lamara, cantante italiana
- Pina Maisano Grassi, politica italiana
- Pina Menichelli, attrice italiana
- Pina Pellicer, attrice messicana
- Pina Picierno, politica italiana
- Pina Piovani, attrice italiana
- Pina Renzi, attrice italiana
- Pina Sacconaghi, pittrice italiana
- Pina Tufano, cestista italiana
- Pina Varriale, giornalista e scrittrice italiana

### Altre varianti femminili
- Pinella Dragani, attrice e doppiatrice italiana
- Pinuccia Nava, attrice italiana

## Il nome nelle arti
- Pina Fantozzi è un personaggio della saga di Fantozzi, creata da Paolo Villaggio.
- Pino è un personaggio della serie Pokémon.
- Le tagliatelle di nonna Pina, canzone vincitrice dello Zecchino D'Oro del 2003.
- Pino Cammino è un personaggio della serie televisiva Mario.